# Comité de Acción Marroquí

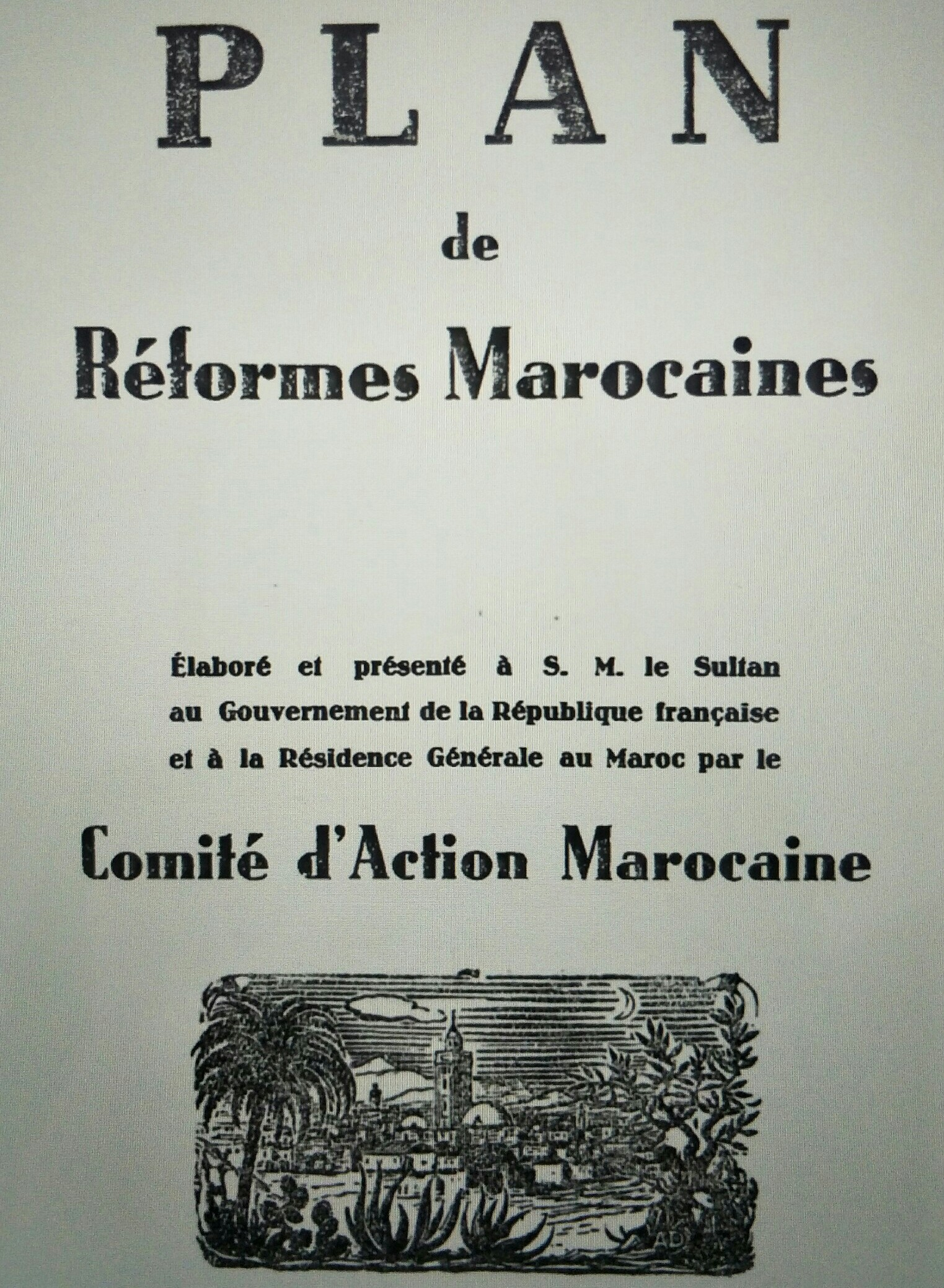
Plan de Reformas Marroquíes de Comité de Acción Marroquí

El Comité de Acción Marroquí (CAM) fue un partido nacionalista en la zona francesa del Protectorado. Se fundó en 1934 por seis marroquíes de formación árabe y cuatro marroquíes de formación francesa. En el 1 de diciembre del mismo año, el CAM presentó a las autoridades francesas y marroquíes un Plan de Reformas Marroquíes. En 1937, el CAM se escindió, creándose dos nuevos partidos nacionalistas, el Partido de la Reforma Nacional y el Partido del Movimiento Nacional.

## Historia

### Antecedentes
El 30 de marzo de 1912, Francia firmó con el sultán de Marruecos Muley Hafid el Tratado de Fez por el que establecía en este país el Protectorado. El 27 de noviembre del mismo año, Francia cedió “una zona de influencia” a España de acuerdo con el Convenio franco-español. así se dividía Marruecos en dos protectorados, uno francés en el sur, y otro español en el norte.
A principios de los años veinte, en la zona española del Protectorado, surgieron los primeros brotes nacionalistas en torno a un grupo de jóvenes con formación académica superior que aspiraron a un país diferente. Aquellos jóvenes fueron influidos por el salafismo y la influencia de los pensadores panarabistas como el Emir Chakib Arslan. Uno de sus más firmes partidarios, Abdeselam Bennuna, conocido como el “padre de nacionalismo marroquí”, proyectó colaborar con las autoridades españolas para conseguir pequeñas concesiones en varios ámbitos: la educación, la cultura y la economía. Una gran labor de Abdeselam Bennuna, fue fundar la primera escuela de enseñanza árabe moderna (la madrasa Ahlía) en 1924, y con su modelo, en la zona francesa del Protectorado surgieron diferentes escuelas libres para fomentar la lengua y cultura árabe. Abdeselam Bennuna se dedicó a la unificación de las dos zonas de Protectorado y la independencia de Marruecos, entablando contactos con los jóvenes nacionalistas de la zona francesa del Protectorado como Mohamed Allal Fassi, el presidente de la Asociación de Estudiantes Musulmanes Norteafricanos (AEMNA), fundada en 1927 con sede en París. La AEMNA se celebraron congresos anuales desde 1931, pero el previsto en Fez en septiembre de 1933 fue prohibido por las autoridades francesas del Protectorado, y eso provocó numerosas protestas de los congresistas. El congreso se celebró finalmente en París, en diciembre de 1933, bajo la dirección de Mohamed Allal Fassi. 
Paralelamente, a principios de los años treinta, en la zona francesa del Protectorado, aparecían los primeros brotes nacionalistas en torno a los llamados Jóvenes Marroquíes, un grupo constituido por estudiantes de formación francesa como Mohamed Hassan Ouazzani, estrecho colaborador del Emir Chakib Arslan y principal promotor de la campaña lanzada en agosto de 1933 del semanario en francés L’Action du Peuple. Los Jóvenes Marroquíes convirtieron esta publicación en una tribuna en la que expusieron sus ideas y sus reivindicaciones, fundamentalmente sobre la concesión de libertades democráticas, la reforma de la enseñanza, las estructuras agrarias, la igualdad entre franceses y marroquíes, y el problema de la convivencia de judíos y musulmanes en Marruecos. Colaboraron con sus editoriales semanales destacados representantes del nacionalismo marroquí como Mohamed Hassan Ouazzani, Omar Abdeljalil, Mohamed el-Jolti y Mohamed Lyazidi. 
En febrero de 1934, el Gobierno francés decidió que Marruecos pasara a depender del Ministerio de Ultramar en el gobierno de Édouard Daladier. Para los nacionalistas, esta decisión era contraria al Tratado de Fez, ya que trataba a Marruecos como una colonia. No tardaron los Jóvenes Marroquíes en expresar su rechazo de esta medida con todo tipo de manifestaciones. Los nacionalistas, agrupados en torno al L’action du Peuple, aprovechando la visita del sultán Mohamed ben Yusef a Fez en mayo de 1934, organizaron una manifestación, en la que las masas aclamaron al soberano marroquí y manifestaron sus sentimientos hostiles a la decisión del Gobierno francés. Como consecuencia, el sultán Mohamed ben Yusef fue obligado a regresar a Rabat por parte de la Residencia General, que consideró que su permanencia en Fez podía dar lugar a nuevas demostraciones de hostilidad a Francia. 
En el 11 de mayo de 1934, L’Action du Peuple publicó en la primera página una foto del sultán Mohamed ben Yusef y del príncipe heredero Muley Hasán, mostrando la adhesión de Fez al sultán. Y este fue el último número del semanario. En el 16 de marzo de 1934, L’Action du Peuple fue suspendido.

### El nacimiento del CAM
La prohibición de L’Action du Peuple llevó a los miembros del comité de redacción a buscar otras vías de expresar y difundir sus ideas. Fue entonces cuando pensaron en redactar un plan de reformas marroquíes, basándose en las conclusiones de la Conferencia de Algeciras de 1906. En el que los redactores decían que la reivindicación más urgente era la existencia de Marruecos como Estado y la soberanía del Sultán.
El Plan de Reformas Marroquíes fue redactado en árabe y fue firmado por seis marroquíes de formación árabe y cuatro marroquíes de formación francesa. Salió impreso en El Cairo en septiembre de 1934, mientras que su traducción francesa solo salió a finales de noviembre del mismo año.
En el 1 de diciembre de 1934, el Plan de Reformas Marroquíes fue presentado en París por los diputados franceses que apoyaban al Plan y dos redactores del Plan, Omar Abdeljalil y Mohamed Hassan Ouazzani. El mismo día, el Plan fue presentado al Residente General Henri Ponsot por otros tres redactores del Plan, Mohamed Diouri, Mohamed Allal Fassi y Mohamed Lyazidi, y al sultán por otros cuatro redactores del Plan, Abdelaziz Bendriss, Ahmed Cherkaoui, Mohamed Ghazi y Boubker Kadiri. Así el Comité de Acción Marroquí (CAM), que acababa de ser fundado, inauguró su entrada en la escena política.
El CAM fue el heredero del comité de redacción de L’Action du Peuple. Este nuevo partido, que carecía de bases, estaba compuesto fundamentalmente por los diez redactores que formaron el Plan de Reformas Marroquíes y sus amigos.

### Una delegación de CAM a Barcelona
Entre el 25 de julio y el 15 de septiembre de 1936, una delegación compuesta por Omar Abdeljalil y Mohamed Hassan Ouazzani negociaron con el Comité Central de Milicias de Cataluña en Barcelona para reclamar una autonomía o la independencia de la zona española del Protectorado en Marruecos.

### El primer congreso del CAM
Nada más darse cuenta de que su Plan de Reformas no había conseguido tener el menor eco en el Gobierno francés, el CAM consideró que debía dejar de ser un partido de “amigos” para convertirse en un partido de masas. 
En su nueva estrategia de movilizar a las masas, el 25 de octubre de 1936, el CAM celebró en Rabat su primer congreso, aunque en él se reunieron solo ocho de los diez miembros iniciales del CAM y unos 50 simpatizantes de Rabat. En ese congreso se aprobó un nuevo documento de reivindicaciones. De nuevo estas reivindicaciones no tuvieron ningún eco ni en el sultán ni en el residente general. 

### Los mítines del CAM
El CAM lanzó un programa de campañas destinadas a dar a conocer el CAM al pueblo marroquí y obtener su adhesión al movimiento nacionalista.
En el marco de estas campañas, el primer mitin del CAM se celebró en Fez el 2 de septiembre de 1936 con Mohamed Allal Fassi de presidente de sesión. El 6 de noviembre tenía lugar un nuevo mitin en Salé, con asistencia de unas 200 personas. Por último, el mitin previsto en Casablanca fue prohibida por el sultán. Como protesta, se organizó una manifestación en la que los ánimos estaban tan exaltados que, como medida preventiva, detuvieron a tres importantes miembros del CAM, Mohamed Allal Fassi, Mohamed Hassan Ouazzani y Mohamed Lyazidi. 
La detención de los tres líderes nacionalistas evocó el acercamiento del pueblo a CAM. En diversas ciudades marroquíes se organizaron desfiles de protesta. Se produjeron enfrentamientos entre los manifestantes y los servicios de orden público. Como consecuencia de estos conflictos hubo numerosas detenciones y condenas de cárcel. El Residente General Charles Noguès, inició una política de distensión el 17 de diciembre de 1936, y autorizó la liberación de Mohamed Allal Fassi, Mohamed Hassan Ouazzani y Mohamed Lyazidi.

### Disolución y prohibición del CAM
Mohamed Hassan Ouazzani, que se había trasladado a París después de la prohibición de L’Action du Peuple y trataba de sensibilizar a la clase política francesa a la causa nacionalista, no había participado en la elaboración del nuevo documento del primer congreso del CAM en Rabat el 25 de octubre de 1936. Cuando regresó a Marruecos el 29 de ese mes, se encontró con que no se había contado con él para la redacción de aquel documento, lo que era una señal de que su influencia disminuía gradualmente mientras que la de Mohamed Allal Fassi aumentaba. Durante su estancia en París, donde se preocupaba sobre todo de mantener contactos políticos y culturales para realizar las reivindicaciones de los nacionalistas marroquíes, Mohamed Allal Fassi y Mohamed Lyazidi imponían en el CAM su liderazgo en Marruecos. 
En el enero de 1937, el Residente General Charles Noguès autorizó la aparición de varios periódicos nacionalistas, lo que contribuyó a acelerar la escisión del CAM. El 12 de febrero de 1937 aparecía en Rabat el semanario en lengua árabe, El Atlas, cuyo jefe era Mohamed Lyazidi, mientras que el 27 de febrero del mismo año aparecía también en Rabat el primer número del semanario en lengua francesa, L’Action Populaire, cuyo jefe era Mohamed Allal Fassi. Y Mohamed Hassan Ouazzani obtenía la autorización de volver a publicar L’Action du Peuple, que empezó a salir como semanario a partir de abril de 1937.
Las divergencias existentes dentro del CAM no se harían efectivas hasta que el Residente General Charles Noguès consideró necesario tomar medidas por los disturbios habían llegado a un extremo a finales de 1937. La disolución del CAM contribuyó a crear dos nuevos partidos nacionalistas, el Partido de la Reforma Nacional alrededor de Mohamed Allal Fassi y el Partido del Movimiento Nacional alrededor de Mohamed Hassan Ouazzani.